# ふだじょ!〜乙女召喚脱衣大戦〜
『ふだじょ!〜乙女召喚脱衣大戦〜』は、十神真による日本の漫画作品。モバMAN 2011年11月18日（読み切り版）・2012年5月18日から2014年10月4日まで連載、小学館、単行本は全5巻。

## ストーリー
かわいい女の子たちがカードとなって闘う世界。しかも恐ろしい（嬉しい？）ことに、バトルは相手の女の子を逃がせること。カードから実体化した、女の子たちと知力・体力を駆使して勝ち抜け！勝てば相手の女の子カードも自分のものに！？１００枚（人？）ハーレムだって夢じゃない。

## 登場人物
町田
小山田桜
森野旭
桥本
牡丹
野津田
真行寺 泉
小山田廣

## 単行本既刊
2013/3/29初版第一刷発行、ふだじょ！～乙女召喚脱衣大戦～　１ ISBN 9784091851376
2013/6/28初版第一刷発行、ふだじょ！～乙女召喚脱衣大戦～   2 ISBN 9784091853332
2013/11/29初版第一刷発行、ふだじょ！～乙女召喚脱衣大戦～  3 ISBN 9784091857477
2014/06/04 配信、ふだじょ！～乙女召喚脱衣大戦～  4
2014/11/25 配信、ふだじょ！～乙女召喚脱衣大戦～  5